# ザ・カンヴェント (ジブラルタル)
ザ・カンヴェント（英: The Convent）は1728年からジブラルタル総督公邸になっている建物。ジブラルタル総督府にあたる。元は1531年に建てられたフランシスコ会の女子修道院 (convent) であり、現在の名もそれに由来する。
ザ・カンヴェントの食堂は、イギリス連邦で最大規模の紋章学的資料である。

## 歴史

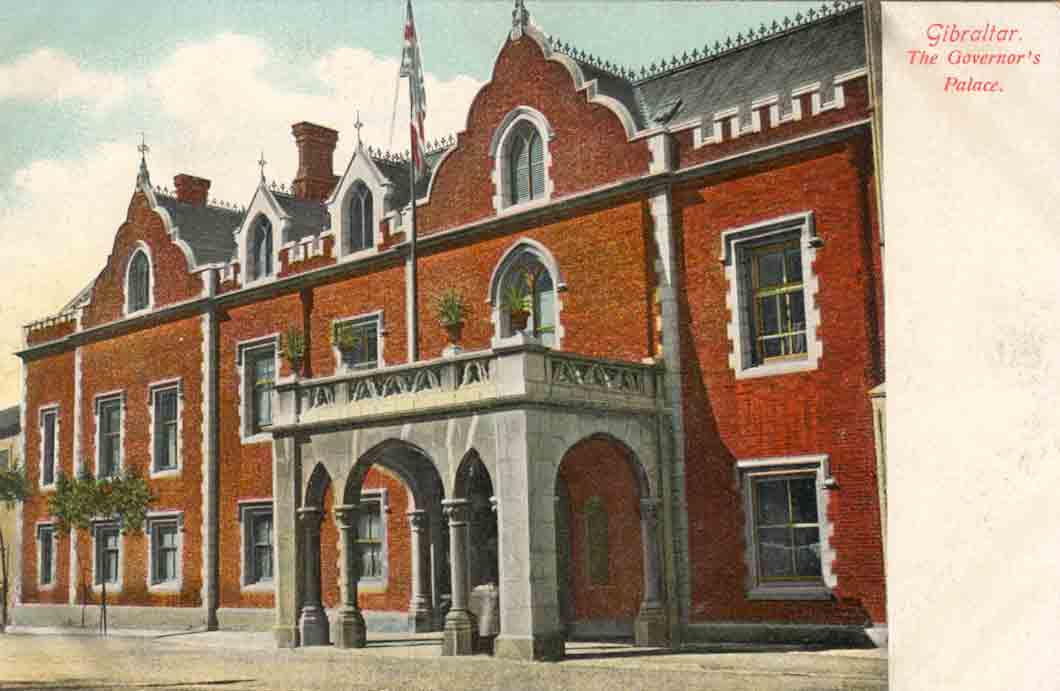
1909年の絵葉書

スペインのカルロス1世の時代、ジブラルタルにフランシスコ会の托鉢修道士 (friars) たちが入ってきた。彼らはジブラルタルの貧民たちが住む、当時 "La Turba" と呼ばれた地域の小さな一画を与えられた。1531年には教会と僧院が建てられた。入口は、現在のガバナーズ・レインにあたる裏側にあった。敷地は現在のジョン・マッキントッシュ・ホールがある一帯まで広がっていた。
カール大公の名のもと英蘭艦隊によりジブラルタルが占領された後、スペイン人の住人たちは立ち退いたが、フランシスコ会の僧たちは（1712年にまだ居た記録があることから）少なくとも数年間はジブラルタルに残っていた。修道院はのち1728年にイギリスの総督の住居として接収され、現在に至っている。
18世紀から19世紀にかけて建物は大規模に改修され、ビクトリア様式の要素を含んだジョージアン様式になった。

## 概観

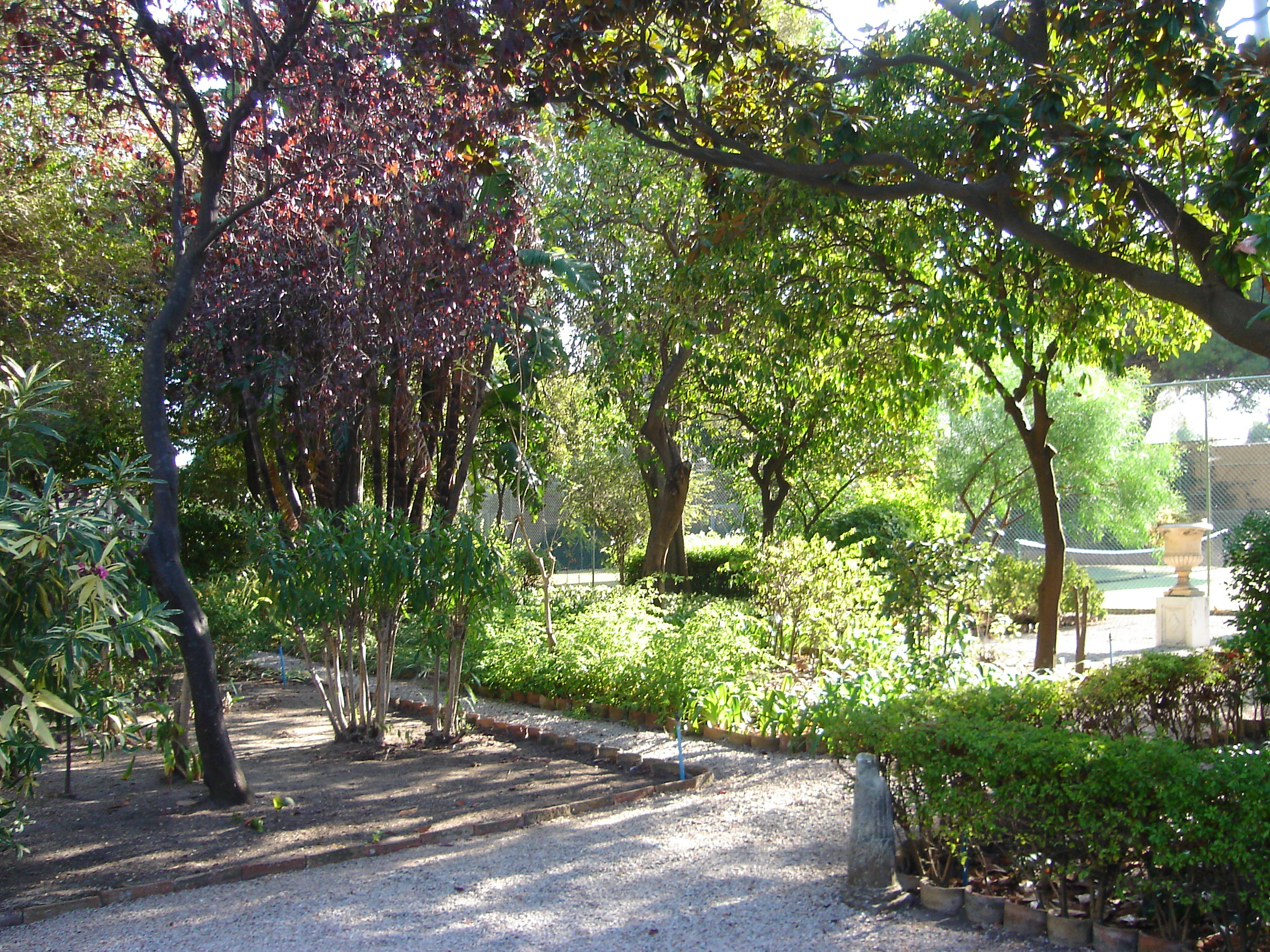
ザ・カンヴェントの庭には、エドワード7世、ドイツ皇帝ヴィルヘルム2世、日本の昭和天皇、エリザベス2世が植樹した木々がある。

ザ・カンヴェントは、メイン・ストリートの南端に面している。ジブラルタル連隊が週に2-3回、メイン・エントランスで衛兵の交代を行なっている。また年に2-3回、ザ・カンヴェントの外で衛兵交代式が行なわれる。

## キングス教会
ザ・カンヴェントに隣接した守備隊の教会は元のフランシスコ会の建物群のひとつであり、ヴィクトリア女王の治世にクィーンズ教会と改名されたが、エリザベス2世はそれを元の名に戻させた。礼拝堂の中には、いくつかのイギリスの連隊旗の下に、1648年のスペイン人総督の妻と、イギリス人総督チャールズ・オハラの妻（1802年没）、コリン・キャンベルの妻（1813年没）の亡骸が葬られている。

## 幽霊譚
ザ・カンヴェントは、「灰色の婦人」と呼ばれる修道女の幽霊が出没すると噂されている。とある客間の外の通路を歩き回るという彼女は、そこを自分の部屋だと思っているそうだ。というのも、彼女はそこの壁に生きたまま塗り込められたからだ。
「灰色の婦人」の話には様々なバリエーションがあるが、最も広く流布しているものはこうだ。彼女は裕福なスペイン人一家の娘だったが、父親の意に沿わぬ結婚をした。父親はそれを知ると、メイン・ストリートの「サンタ・クララ女子修道院」に彼女を入れ、彼女は女子修道院長の目の前で修道女にさせられた。しかし彼女の恋人はめげなかった。彼はフランシスコ修道会に入り、この修道院に住み着いた。二人はキングス教会の懺悔室で落ち合い、駆け落ちの計画を練ったそうだ。
そして計画の日の夜、彼らを待つボートがある港へ二人は向かっていった。しかし警報を鳴らされてしまい、追い立てられるうちに男は水に落ちて溺れ死んでしまった。一方彼女は修道女の誓いを破った廉で引っ立てられ、罰としてザ・カンヴェントのある一室の壁に生きたまま塗り込められたのであった。